# Ребекка (роман)
«Ребекка» (англ. Rebecca) — роман англійської письменниці Дафни дю Мор'є, вперше виданий 1938 року. Книга одразу завоювала популярність та вважається одним з найкращих творів письменниці.
2000 року твір удостоєно премії Ентоні як найкращий роман століття.

## Сюжет
Безіменна головна героїня після смерті батьків наймається компаньйонкою до багатої та вульгарної місіс Ван Гоппер. Разом з нею вона їде до Монте-Карло, де випадково знайомиться з англійським дворянином Максимом де Вінтером, власником старовинного маєтку Мандерлі в Корнуоллі. Спочатку новий знайомий видається дівчині надто похмурим: рік тому він в результаті нещасного випадку втратив свою дружину Ребекку, яка загинула, плаваючи на яхті. Пізніше, під час прогулянок з де Вінтером околицями Монте-Карло вона розуміє, що їй цікаве його товариство. Між ними зароджується симпатія, й після недовгого залицяння Максим робить їй пропозицію руки та серця. Дівчина погоджується вийти за нього, попри запевнення місіс Ван Гоппер, що він зовсім не кохає її, а лише шукає порятунку від самотності у своєму великому маєтку.
Після весілля вони приїжджають до Мандерлі, де новоспечена місіс де Вінтер одразу ж стикається з презирливим та ворожим ставленням до неї зі сторони похмурої економки місіс Денверс. Також невпевнено та незручно почувається вона через слуг, які продовжують вести хатню роботу за розпорядком, заведеним її покійною попередницею: готують їжу за її смаком, розставляють квіти, як робила вона, розтоплюють каміни в тих кімнатах і в той час, коли там бувала вона. Наступниця невпевнена у собі, бо боїться, що їй важко буде стерти образ Ребекки з пам'яті свого чоловіка.
Оточуючі описують Ребекку як справжню красуню, світську даму та чудову хазяйку, яка займалася вітрильним спортом і мала власну яхту, влаштовувала пишні прийоми у Мандерлі, сама вела весь дім. Нова ж хазяйка сором'язлива та боїться слуг.
У Мандерлі все нагадує про Ребекку: всюди знаходяться її речі, у західному крилі будинку неторканими зберігаються її кімнати. Мимоволі нова місіс де Вінтер починає думати, що їй не під силу замінити померлу дружину Максима, що той продовжує кохати померлу. Особливо болючим виявляється випадок під час костюмованого балу, влаштованого в Мандерлі вперше після смерті Ребекки. За порадою місіс Денверс героїня замовляє до свята сукню, в якій зображена одна з представниць роду де Вінтерів на портреті, який висить у холлі. Пізніше з'ясовується, що саме в таку сукню була одягнена Ребекка під час свого останнього балу. Героїня розуміє, що все це навмисно підстроєно місіс Денверс, щоб нашкодити їй, а також помститися Максиму, який заборонив приймати в Мандерлі Джека Фейвелла, кузена Ребекки. Тоді ж між героїнею та економкою відбувається бурхлива сцена, під час якої місіс Денверс розповідає про свою роль в житті Ребекки: вона знала її ще дитиною та супроводжувала її усе життя. Місіс Денверс говорить новій хазяйці, що та просто нікчемна у порівнянні з Ребеккою, що де Вінтер ніколи не буде щасливим у шлюбі з нею. Вона ледь не підштовхує дівчину до самогубства, повторюючи, що без її присутності в цьому домі всім буде тільки краще. Раптом у туманному небі спалахує сигнальна ракета, — то просить про допомогу пароплав, що сів на мілину в затоці поряд з Мандерлі.
Під час рятувальної операції до затоки спускається водолаз, який знаходить на дні затонулу яхту, в каюті якої лежить людський кістяк. Усі факти доводять, що це останки Ребекки, хоча Максим вже одного разу впізнав свою загиблу дружину в тілі, знайденому на березі через деякий час після трагедії. Новина про знахідку доходить до Мандерлі, розповсюджується по околицях. Максим вирішує відкрити дружині правду про свої стосунки з Ребеккою. За його словами, він розчарувався у своїй попередній дружині, бо сама Ребекка не кохала нікого. За її красивою зовнішністю ховалося справжнє чудовисько, жорстока та порочна жінка. Максим стверджує, що Ребекка спровокувала його вбити її. Яхта затонула не тому, що наштовхнулась на скелі: саме він вивів її у море і затопив разом з трупом, після чого повернувся на берег у ялику. Дізнавшись правду, героїня радіє, — Максим не кохав Ребекку, покійна не має над ним ніякої влади. Спільна таємниця зближує їх ще більше.
Починається розслідування. Яхту підіймають з дна затоки разом з кістяком, який опізнають як Ребекку. Стає очевидним, що скоріш за все було вчинено вбивство, однак жодних прямих доказів проти Максима немає. Злочин стався вночі, свідків знайти не вдається, в результаті розслідування дістається висновку, що Ребекка покінчила життя самогубством, пробивши отвори в обшивці яхти та відкривши кінгстони. Однак таке рішення не задовольняє Фейвелла, кузена Ребекки. Приїхавши, він стверджує, що був коханцем Ребекки та звинувачує Максима у її вбивстві. Як доказ він показує записку, яку отримав від Ребекки в день її смерті. Зміст записку, на думку Фейвелла, доводить, що жінка не мала наміру вчиняти самогубство.
У кімнаті Ребекки вдається знайти записник, куди вона занотовувала всі свої зустрічі. У день, коли сталася трагедія, вона мала зустріч з лікарем Бейкером. Розшукавши лікаря, Максим, його дружина, Фейвелл та поліцейский суддя Артур Джуліан, їдуть до містечка, в яке Бейкер перебрався деякий час тому із Лондона. Лікар згадує, що того дня його відвідала жінка, яка називалася місіс Денверс (Ребекка навмисне приховала своє справжнє ім'я), опис зовнішності відвідувачки збігається з зовнішністю Ребекки. Він також згадує, що відвідувачці було діагностовано рак неоперабельної стадії.
Повертаючись у Мандерлі, героїня думає, що тепер їм необхідно забути минуле, почати життя з чистого аркуша, лишивши позаду цю прикру історію. Зупинившись біля ресторанчика, Максим телефонує в Мандерлі, управитель повідомляє, що з маєтку несподівано зникла економка. Максим стривожений цією новиною, тоді як його дружина вважає, що з від'їздом місіс Денверс з маєтку зникнуть й усі спогади, пов'язані з Ребеккою. Наближаючись до маєтку, вони помічають на небі червону заграву, хоча для зорі ще зарано. Потроху світло заливає все небо. Де Вінтер зупиняє автівку, вони підіймаються на верхівку пагорба, звідки бачать, що то горить Мандерлі.
Впродовж всього роману ім'я головної героїні жодного разу не згадується і лишається невідомим.

## Звинувачення у плагіаті
Майже одразу після публікації роману «Ребекка» у Бразилії критик Альваро Лінс відзначив велику схожість між книгою Дафни дю Мор'є та романом «Спадкоємиця» (порт. A Sucessora) бразильської письменниці Кароліни Набуко (1890—1981), виданого 1934 року. В основу роману бразилійки покладено подібний сюжет, включно з молодою дівчиною, яка виходить заміж за вдівця, а також постійне нагадування про попередню дружину. Ніна Ауербах у своїй книзі «Дафна дю Мор'є. Зачарована спадкоємиця» (2002) стверджує, що дю Мор'є могла прочитати бразильський роман, коли його англомовна версія була відіслана автором англійському видавцеві, а потім на його основі написати власний твір. Дафна дю Мор'є категорично відхилила всі звинувачення у плагіаті та копіюванні книги бразилійки, так само вчинив і її видавець, аргументуючи тим, що сюжет «Ребекки» доволі розхожий. Як приклад наводився класичний роман Шарлотти Бронте «Джейн Ейр», з яким теж часто порівнюють «Ребекку». Сама Кароліна Набуко ніколи Дафну дю Мор'є ні в чому не звинувачувала і ніяких претензій до неї не висувала.

## Продовження роману
Кріс Сіммонс, автор статті «Леді з Кілмарта», заснованої на інтерв'ю письменниці 1977 року, стверджує, що якось до Дафни дю Мор'є звернулася одна американська письменниця з проханням дозволити їй написати продовження її роману «Французова бухта». Дю Мор'є негайно відповіла відмовою, вона була категорично проти такої діяльності письменників, як створення сиквелів творів інших авторів, особливо нині живих. Така категоричність з боку письменниці, однак, не завадила її спадкоємцям надати дозвіл англійській письменниці й журналістці Саллі Бауман (1944—2016) на написання сиквелу роману «Ребекка». Книга була видана 2001 року під назвою «Історія Ребекки» (англ. Rebecca's Tale). До цього твору, 1993 року, був опублікований роман «Місіс де Вінтер» (англ. Mrs de Winter) англійської письменниці Сьюзен Гілл, а також роман американки Морін Фрілі «Інша Ребекка» (англ. The Other Rebecca), виданий 2000 року.

## Переклади українською
- Дафна дю Мор'є. Ребекка / пер. з анг. Гєник Беляков. — Харків : Книжковий клуб «Клуб сімейного дозвілля», 2017. — 480 с. — ISBN 978-617-12-3367-6.

## Екранізації

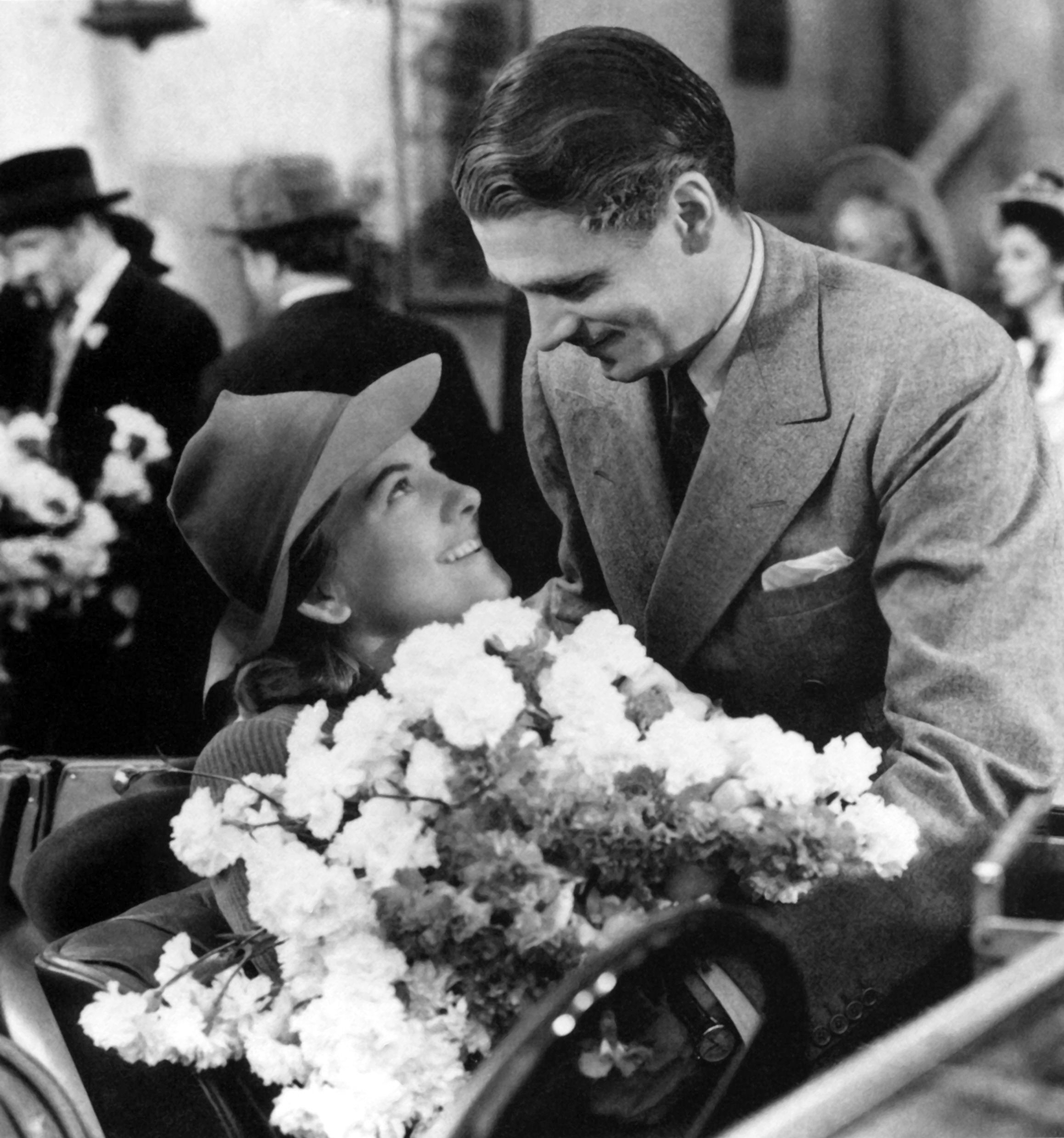
Лоуренс Олів'є та Джоан Фонтейн у кадрі з фільму «Ребекка» (1940)

- «Ребекка» (1940, американський кінофільм, реж. Альфред Гічкок, у головних ролях Лоуренс Олів'є, Джоан Фонтейн та Джудіт Андерсон. Згідно з голлівудським морально-етичним кодексом кіновиробників, вбивця у жодному разі не повинен був уникнути кари за скоєний злочин, тому сценарій має розбіжність з романом в тому, що смерть Ребекки представлена в Гічкока як нещасний випадок).
- «Ребекка» (1947, британский телефільм виробництва BBC, у головних ролях Майкл Гордерн, Дороті Гордон та Дороті Блек).
- «Ребекка» (1962, 7 епізод 7-серіного американського телесеріалу «Театр 62» виробництва NBC, реж. Борис Сагал, у головних ролях Джеймс Мейсон, Джоан Гакетт та Ніна Фох).
- «Туман» (1964, індійський кінофільм, реж. Бірен Наг, у головних ролях Вахіда Рехман, Бісваджит та Лаліта Павар).
- «Ребекка» (1969, італійський телефільм виробництва RAI, у головних ролях Амедео Наццарі, Ілеана Гіоне та Елена Зарецкі).
- «Ребекка» (1979, британський телефільм виробництва BBC, реж. Саймон Ленгтон, у головних ролях Джеремі Бретт, Джоанна Девід та Анна Мессі).
- «Ребекка» (1997, британський телефільм, у головних ролях Чарльз Денс, Емілія Фокс та Діана Рігг).
- «Анаміка» (2008, індійський кінофільм, реж. Анант Махадеван, у головних ролях Діно Мореа, Мініша Ламба та Коена Мітра).
- «Ребекка» (2008, італійський телефільм, реж. Ріккардо Мілані, у головних ролях Алессіо Боні, Крістіана Капотонді та Маріанджела Мелато).
- «Noorpuz Ki Rani» (2009, пакистанський телесеріал, 23 епізоди, реж. Хаіссам Хуссаін).
- «Ребекка» (2020, британський кінофільм компанії Netflix, реж. Бен Вітлі, у головних ролях Лілі Джеймс, Армі Гаммер та Крістін Скотт Томас).